# Епідемія чуми в Києві у 1770-1771 роках
Епідемія чуми в Києві у 1770—1771 роках — спалах чуми, який відбувся в Києві у 1770—1771 роках у межах потужної епідемії, яка вирувала того часу в Російській імперії. У 1767—1774 роках мала місце чергова російсько-османська війна. Через Київ йшла дорога, якою перевозили боєприпаси, продукти харчування, з фронту доставляли поранених та полонених османів.

## Початок
До Київського магістрату 2 вересня 1770 року надійшло повідомлення, що в одній сім'ї на Подолі померло водночас троє чоловіків, які до цього відвозили артилерійські снаряди до фронту, та їхня сусідка. Писар надіслав повідомлення до канцелярії генерал-губернатора Федора Воєйкова. За розпорядженням губернатора туди терміново виїхала комісія у складі лікарів С. Митрофанова, І. Полетики, О. Яновського, П. Зимовича та О. Червінського (ще один член комісії К. І. Щепин приїхав до Києва, заразився на чуму, захворів і швидко помер). Господиня будинку розповіла комісії, що її син приїхав уже хворим, просив, щоб укрили тепліше, тому що його морозило. Наступного дня захворіли батько, зять і сусідка-кума, якій подаровано хустку, привезену з Ладижина. Лікарі обстежили померлих і виявили усі ознаки чуми. Комісія попросила надіслати охорону. Усіх, хто спілкувався з померлими, примусово відправили на карантин на Труханів острів, навколо будинку з'явилася охорона. 12 вересня 1770 року чуму було виявлено у Старому місті, а 19 жовтня — на Печерську.

## Розпал
У Києві у 1770 році генерал-губернатор запізно, через недооцінку ситуації, яка склалася, віддав наказ про організацію карантинних заходів, доручивши це лікарю з командою у 50 солдатів. Вони палили багаття з дьогтем на ринках і вулицях із метою обкурювання населення. Вони відокремлювали здорових від хворих. Здорових вивозили до карантину на Труханів острів. Для госпіталізації хворих довелося додатково до численних лазаретів відкрити ще й Кловський палац, призначений тільки для проживання царських осіб при приїзді їх до Києва. Трупи померлих у оселях родичі та сусіди змушено викидали на вулиці, щоб уникнути спалення заражених будинків, тому що це було прописано російською владою, при цьому це стосувалося тільки бідних верств міста Києва.
Стривожена Катерина II наказом від 19 вересня 1770 року призначила члена малоросійської колегії П. Мащерського уповноваженим з ліквідації чуми, а згодом такими ж повноваженнями наділила ще й генерал-майора М. Шипова. З Петербурга був присланий штат-лікар професор Й. Я. Лерхе. Його помічниками стали І. Полетика та С. Митрофанов, начальник Київського військового шпиталю. Проте єдиного керівництва по боротьбі з епідемією не було створено. Мещерський був у Глухові, Шипов — у Броварах, а канцелярія губернатора — у селі Вишеньки. Створювалися численні накази, які не були узгоджені й часто суперечили один одному. Лерхе записав:
| «Безглузді розпорядження різних начальників були головною перешкодою для медиків при виконанні ними своїх обов'язків і сильно шкодили заходам, які вживаються для спільної користі». |
За наказом губернатора у середині вересня 1770 року Поділ був оточений військами, бо його жителі продовжували вільно пересуватися Києвом, поширюючи хворобу. Але все це запізнилося. Закрили Києво-Могилянську академію, її студенти роз'їхалися по домівках, розносячи хворобу до вільних від чуми регіонів. Жителі Подолу зрозуміли, що їм загрожує неминуча смерть, адже з цього району міста війська їх не випускали. Вони почали втікати з міста через гори та переправлятися на човнах через Дніпро.
Про захворілих і мерців більше містяни не повідомляли, тому що мертвяків відвозили за місто, а тих, хто контактував із хворими, відправляли до карантину на Труханів острів. Жителі Києва таємно ховали померлих родичів у дворі будинків. Багато їх спорожніло, а в них почала оселятися біднота. Спалювати спорожнілі будинки міська влада побоювалася через загрозу пожежі. Речі з цих будинків доставали назовні гаками і спалювали. Кияни зрештою збунтувалися. Вони скупчилися біля магістрату, вимагали, щоб їх не відправляли у карантин на Труханів острів і щоб між районами міста було відновлено вільне сполучення. Місце карантину замість Труханова острова обрали за межами Києва поблизу Кирилівського монастиря. Його духовенство спочатку опиралося, але згодом було отримано розпорядження Святішого правлячого синоду. З наближенням зими міська влада змушена була повернути до міста близько 300 містян, які були до цього карантинізовані на Трухановому острові. Частково їх помістили біля Кирилівського монастиря, при цьому деяким дали дозвіл на повернення додому. Виявлених хворих поміщали до госпіталю, де на той час ефективного лікування не існувало. Пацієнти помирали у великій кількості.
Лікарі намагалися наполегливо впроваджувати різні способи знезараження. У всіх дворах горіли багаття з дров для того, щоб всі, хто заходив і виходив, обкурювали себе димом. У будинках клали на сковороду розпечену цеглу та поливали її оцтом. Також його застосовували для обтирання тіла крім води. Для ретельнішого обкурювання одягу застосовували порошок з однієї частки сірки та селітри на дві частки ладану чи смоли-живиці. Вживали також камфору, тоді її називали «конфора». Багаті люди її в хустках та за пазухою носили, а розчином камфори у горілці обтирали обличчя та голову. До раціону за настоянням лікарів включали буряк, кислу капусту, гречану кашу. Як потогінний засіб вживали воду з оцтом. Проте за свідченням писаря Київського магістрату Данила Слюсарського, який пережив епідемію, найпопулярнішим було: «Ідучи на подвір'я, випивали по чарці горілки і закушували хлібом самим, а інші з часником». Київські лікарі запропонували ввести боротьбу з наслідками стихійних поховань: «Свіжі могили скрізь, особливо на дворах та садах, покривати високим шаром землі; будинки, в яких сподарі вимерли, спалити, інші ж очищати, обкурювати».
На трьох заставах по дорогах до Києва один хірург оглядав подорожуючих і затримував їх у карантинних пунктах. Присланий з Петербурга генерал-майор М. Шипов із командою солдатів і 8 лікарями здійснював охорону зовнішнього периметра міста. Спалював села, де з'являлися чумні, а також майно незаможного населення. Жителі міста здавали речі у скринях на зберігання в церкві й монастирі, але влада забирала їх і теж палила. У підсумку з кінця серпня по 15 листопада 1770 року померло майже 6 000 жителів із 20 тисяч містян. Померли переважно ремісники і працівники, оскільки багатії і чиновники магістратури виїхали з міста і жили у позаміських дачних будинках. У Софійському монастирі померло 50 ченців і 70 прислужників, тоді як у Михайлівському Золотоверхому монастирі не постраждав жоден, тому що настоятель його наказав замкнути монастир, і ченці не спілкувалися з містянами. Через наявність власних колодязів і запасів їжи монастирю вдалося безпечно пережити епідемію.
Один полонений османський офіцер виголосив, що розуміє, як урятувати киян від пошесті, за це він захотів, щоб його звільнили. Він записав турецькою мовою кілька текстів: «Великий Магомет! Цього разу помилуй християн і врятуй їх від морової виразки, заради визволення нашого з полону!» Записки були прикріплені до жердин і виставлені на дзвіницях на Подолі, але це не допомогло — чума продовжувала вирувати. Офіцер зник із міста. Ченці знищили ці жердини.

## Закінчення епідемії
У листопаді кількість захворілих зменшилася, а в грудні в окремі дні не було сповіщень про нових хворих. У грудні 1770 року І. Полетика, С. Митрофанов та І. Лерхе написали доповідну, в якій вимагали збільшення караульної команди, щоби приміщення, де були померлі, обкурювалися і провітрювалися. У лютому чума в місті стихла. Проте в середині березня епідемія знову спалахнула, це відбулося в селищі Пирогово, де солдати стали продавати одяг мерців. Тоді до Києва приїхав лікар українського походження Данило Самойлович, який дав багато влучних порад лікарям у Києві. Лише 30 березня 1771 року Київ було відкрито для в'їзду. Загалом померло від чуми близько 4000 киян, тоді як загалом в Україні за цей період 310 тисяч. 